# Goussainville, Val-d'Oise
Goussainville este o comună franceză, situată în departamentul Val-d'Oise, în regiunea Île-de-France.
Situat în apropierea aeroportului Paris-Charles-de-Gaulle, acest oraș are particularitatea de a-și fi mutat centrul cu câțiva kilometri în prima parte a secolului al XX-lea, odată cu sosirea liniei feroviare și dezvoltarea unor noi cartiere mai aproape de cele două gări (cea din Goussainville propriu-zis și cea din Noues).
Noul centru și primăria se află în apropierea zonei Noues. Vechea zonă centrală, cunoscută astăzi sub numele de cartierul Vieux Pays, se afla în 1974 pe axa uneia dintre pistele aeroportului Paris-Charles-de-Gaulle, ceea ce a provocat din nou un exod al populației către alte cartiere. Majoritatea caselor, cumpărate de Aéroports de Paris de la locuitorii care au dorit să plece, au fost zidite. Totuși, câțiva locuitori ireductibili trăiesc încă acolo. Vieux Pays a fost cumpărat de oraș de la ADP pentru un euro simbolic în 2009.

## Geografie

### Localizare
Goussainville este un oraș din suburbia de nord a Parisului, situat în estul departamentului Val-d'Oise. În inima regiunii Plaine de France, orașul se află la aproximativ douăzeci de kilometri de capitală. Cu peste 30.000 de locuitori conform ultimului recensământ, Goussainville este unul dintre cele mai mari orașe din Val-d'Oise.
Goussainville a primit, de asemenea, două flori în cadrul Concursului „Orașe și sate înflorite”.

### Comune limitrofe
| Fontenay-en-Parisis | Fontenay-en-Parisis | Louvres          |
| Bouqueval           |                     | Louvres          |
| Gonesse             | Le Thillay          | Roissy-en-France |

### Transport

#### Autobuze și trenuri
Goussainville este deservit de două gări ale liniei RER D, Goussainville și Les Noues, precum și de autobuzele rețelelor Roissy Ouest și Haut Val-d'Oise.

#### Rutier
Francilienne ocolește orașul la nord și la est, oferind acces direct către Roissy. Autostrada A1 este ușor accesibilă, la doar câteva minute de comună.
Orașul este, de asemenea, traversat de drumul departamental RD 47 și de drumul național RN 17.

#### Avion
Comuna Goussainville se află în vecinătatea aeroportului internațional Paris-Charles-de-Gaulle, iar aeroportul Le Bourget este la câteva minute de mers cu mașina pe RN 17.

### Clima
În 2010, clima comunei este de tipul climatului oceanic degradat al câmpiilor din Centru și Nord, conform unui studiu al Centrului Național de Cercetare Științifică (CNRS) pe baza unui set de date care acoperă perioada 1971-2000. În 2020, Météo-France a publicat o tipologie a climatului pentru Franța metropolitană, în care comuna este expusă unui climat oceanic și se află în regiunea climatică Sud-vest a bazinului Parisian, caracterizată printr-o ploaie redusă, în special primăvara (120-150 mm) și o iarnă rece (3,5 °C).
Pentru perioada 1971-2000, temperatura anuală medie este de 11,3 °C, cu o amplitudine termică anuală de 14,9 °C. Cumulul anual mediu de precipitații este de 685 mm, cu 10,6 zile de precipitații în ianuarie și 8 zile în iulie. Pentru perioada 1991-2020, temperatura medie anuală observată la stația meteorologică Météo-France cea mai apropiată, situată în comuna Roissy-en-France la 5 km distanță, este de 12,1 °C, iar cumulul anual mediu de precipitații este de 694,3 mm.
Parametrii climatici ai comunei au fost estimați pentru mijlocul secolului (2041-2070) conform diferitelor scenarii de emisie de gaze cu efect de seră, bazate pe noile proiecții climatice de referință DRIAS-2020. Aceștia pot fi consultați pe un site dedicat publicat de Météo-France în noiembrie 2022.

## Urbanism

### Tipologie
La 1 ianuarie 2024, Goussainville este clasificată drept centru urban intermediar, conform noii grile comunale de densitate cu șapte niveluri, definită de INSEE (Institutul Național de Statistică și Studii Economice) în 2022. Face parte din unitatea urbană a Parisului, o aglomerație interdepartamentală care cuprinde 407 comune, dintre care Goussainville este o comună suburbană. De asemenea, comuna face parte din zona metropolitană a Parisului, fiind o comună din polul principal. Această zonă cuprinde 1.929 de comune.

## Toponimie
Gunsane Villa în anul 832, Gunsanevilla în 862, Gunseivilla în 1137, Gunzavilla în 1173, Gonsenvilla în secolul al XIII-lea, Gosseynvilla în 1221, Guossenvilla în 1247.
Gunsane Villa, atestată în anul 832, desemnează „ferma lui Gunza”.

## Istorie

### Preistorie
În carierele din Goussainville și împrejurimi (Fosses, Le Plessis-Gassot etc.) se găsește o abundență de fosile marine, în special scoici și stridii, ale căror origini datează de acum câteva milioane de ani.
Pe de altă parte, pe suprafața terenurilor agricole au fost descoperite numeroase silexuri cioplite, unelte și arme rudimentare, precum răzuitoare, topoare și vârfuri de săgeți, precum și instrumente agricole datând din Paleolitic până în Neolitic, care atestă prezența oamenilor preistorici în regiune de acum 100.000 de ani.

### Epoca galo-romană
Săpăturile arheologice din câmpiile învecinate au scos la iveală terme, cimitire și gropi de depozitare aparținând unor vile galo-romane datând din secolele I-V. De asemenea, în grădinile satului au fost descoperite monede romane.
Alte dovezi materiale, precum fragmente de ceramică, olărie, țigle și amfore, confirmă existența în acea perioadă a unei mici așezări rurale și agricole, unde probabil coexistau populații de origine galo-romană și germanică.

### Epoca merovingiană (448-751)
Originea numelui Goussainville provine, probabil, din această perioadă, când domeniile rurale luau de obicei numele proprietarilor lor.
Acest domeniu, care se numea pe atunci „Gunsanevilla”, adică „villa lui Gunsana” (sau Chusana?), ar fi putut aparține uneia dintre soțiile lui Chlothar I, fiul lui Clovis I și rege al francilor între 511 și 561.

### Epoca carolingiană (751-987)
Cea mai veche documentație în care este menționat numele Goussainville datează din 22 ianuarie 831. Redactată de călugării abației Saint-Denis, care dețineau atunci aceste terenuri, documentul se referea la dările în natură pe care țăranii trebuiau să le furnizeze abației. Un al doilea document similar a fost aprobat de regele Carol cel Pleșuv pe 12 septembrie 861.

### Secolul al XII-lea
Într-un document din 1125, Gazon de Burote deținea un fief asupra bisericii, pe care îl primise de la Mathieu le Bel. Este vorba despre partea romană a bisericii Saint-Pierre și Saint-Paul, din care astăzi mai rămân doar cele două travee ale colateralei sudice aflate sub clopotniță.
În anul 1137 este menționat numele lui Rocius, senior al „Gunsanevilla”, care a donat o parte din terenurile feudei sale abației Val, situată lângă Mériel. Această donație includea locul numit La Grange des Noues, unde călugării cistercieni au construit o fermă cu hambar (document atestat printr-o cartă a lui Ludovic al VII-lea). Hambarul actual și clădirea de locuit datează din secolele XVII și XVIII.

### Secolul al XIII-lea
În secolul al XIII-lea, seniorii locali purtau numele de Goussainville, așa cum atestă sigiliile sau blazoanele lor. Printre aceștia se numără Gachon de Gunseinvilla în 1221, Renaud de Gunsonville în 1238 și Guyard de Gonseilla în 1247.
Unele blazoane, prezentate sub forma unui scut triunghiular ornamentat cu o cruce, indică participarea lor la cruciade sub conducerea regelui Ludovic cel Sfânt.

### Secolele XIV și XV
În 1331, în timpul Războiului de 100 de Ani, Guy de Goussainville pierde jumătate din terenurile sale în favoarea regelui Filip al VI-lea de Valois, care le oferă lui Charles de Montmorency. Descendenții lui Guy se vor alia cu familia d'Aunoy, iar senioria va fi reunită abia în 1468, când Catherine de Montmorency s-a căsătorit cu Philippe d'Aunoy.

### De la secolul al XVI-lea până la Revoluție

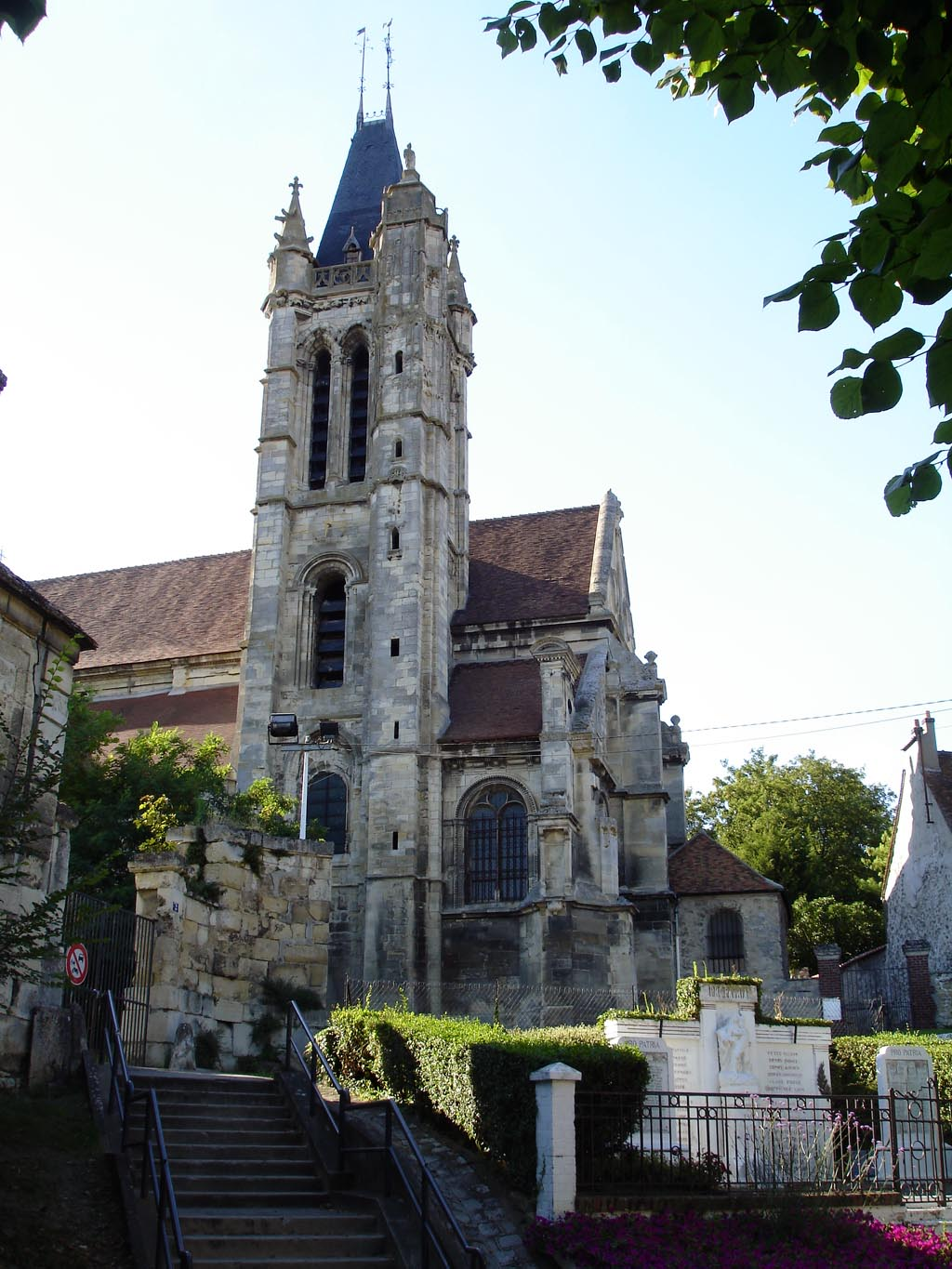
Biserica Saint-Pierre-Saint-Paul.

În 1520, Anne Baillet, nepoata foștilor seniori, se căsătorește cu Aymard Nicolaÿ, primul președinte al Curții de Conturi. Începând cu 1550, familia Nicolay, datorită averii lor considerabile, a inițiat extinderea bisericii Saint-Pierre-Saint-Paul în stil renascentist.
Influența castelului din Écouen, construit în aceeași perioadă, este evidentă, în special în organizarea retablului, piesa centrală a bisericii. Lucrările au continuat până în secolul al XVII-lea. Cele mai remarcabile morminte sunt cele ale seniorilor din Goussainville și ale fermierilor de la Grange des Noues. Sub edificiu se află vechi pivnițe ale castelului, dintre care una este boltită cu nervuri.
În 1645, Ludovic al XIV-lea ridică Goussainville la rang de marchizat în favoarea lui Nicolas de Nicolay, care, devenit marchiz, a construit un porumbar și a comandat turnarea unui clopot pentru biserică, dedicat fiicei sale, Nicole-Élisabeth. Nepotul său, Aîmar Jean, a planificat construirea unui nou castel, dar declinul averii sale nu i-a permis să-l finalizeze, reușind să realizeze doar grajdurile.
Blazonul marchizilor de Nicolaï a fost adoptat ulterior ca emblemă a comunei.
În timpul Revoluției, „caietul de doleanțe” al Goussainville a fost prezentat la Statele Generale din 1789. Locuitorii din Goussainville se plângeau de iepurii care le devastau culturile, de impozite, de corvezi și de dificultățile legate de transportul recoltelor.
În timpul Terorii, sicriele de plumb ale seniorilor au fost scoase din biserică și topite, emblemele religioase și nobiliare au fost distruse, clopotele au fost turnate, cu excepția unuia singur, iar biserica a fost transformată în Templul Rațiunii. Bunurile bisericii, precum și cele ale emigranților, au fost vândute, iar preotul a fost obligat să depună jurământ. Aymard Chrétien de Nicolaï și Aymard Charles François de Nicolaï au fost executați pe eșafod în data de 9 floréal, anul II (28 aprilie 1794), iar averile lor au fost confiscate în folosul Națiunii.

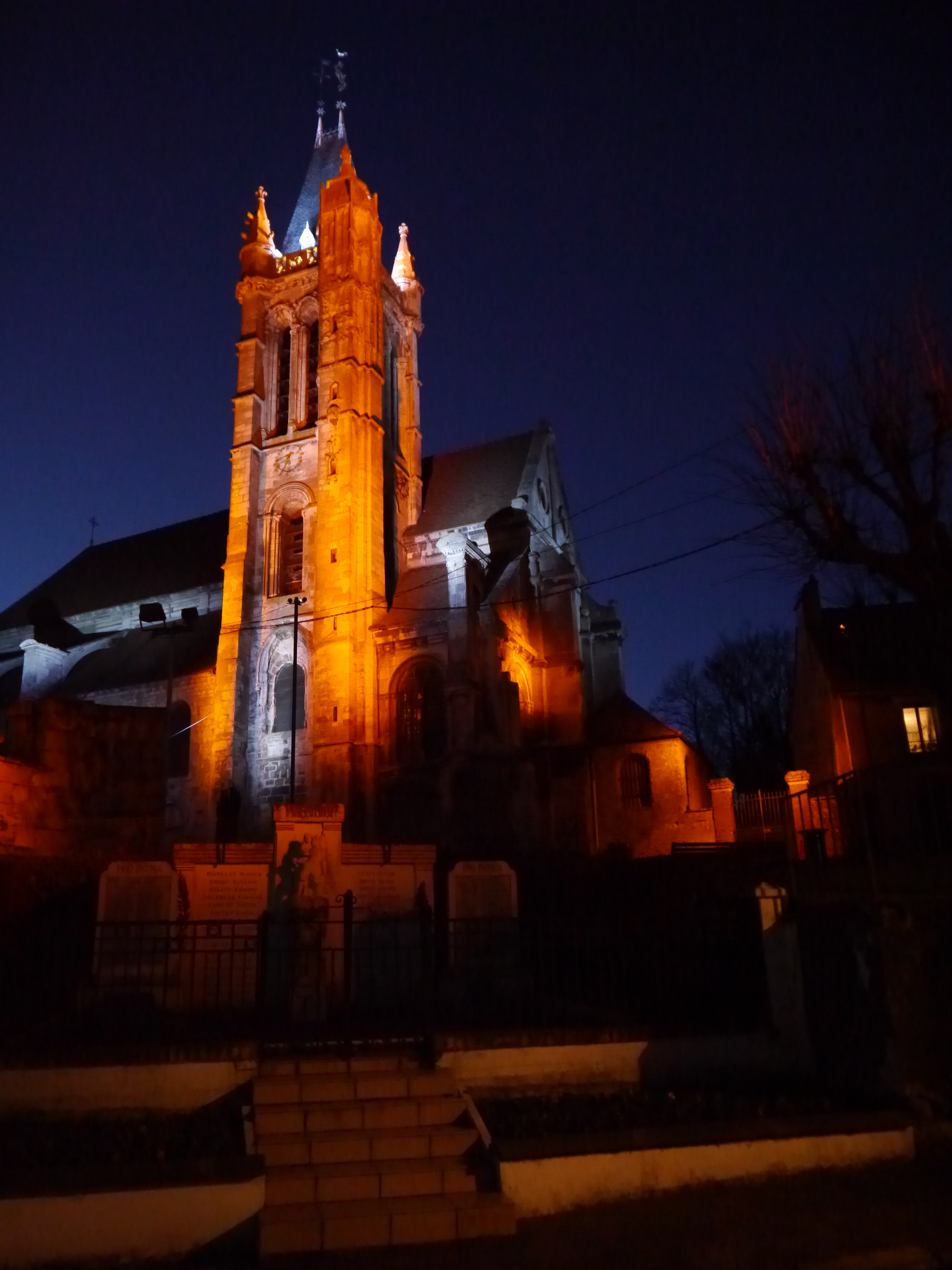
Biserica Saint-Pierre-Saint-Paul din Goussainville iluminată.

În perioada 2012-2013, biserica a fost supusă unui proces de restaurare și a beneficiat de o nouă iluminare.

### Secolele XIX și XX
Aymard-François de Nicolaï, conte al Imperiului, mareșal al curții lui Napoleon I și ultimul senior al Goussainville, a fost primarul comunei între 1807 și 1812.
Domeniul seniorial a fost vândut de moștenitorii săi lui Théodore Frapart, care a construit, în jurul anului 1860, o casă burgheză în parcul fostului castel. Moștenitorii săi dețin în continuare grajdurile. În 1866, abatele Morel, preotul din Goussainville, a înființat o confrerie dedicate sfintei Genoveva.
În 1870, prusacii au ocupat Goussainville, au distrus o parte din arhivele comunei, au incendiat case și distileria.
Până la mijlocul secolului al XIX-lea, Goussainville era limitat la sat și la Grange des Noues. Crearea liniei de cale ferată a adus activități meșteșugărești și industriale în apropierea gării. În 1905, a fost deschisă o fabrică de zahăr a grupului Béghin-Say, care a funcționat timp de 80 de ani și a avut un impact semnificativ asupra istoriei orașului și a populației sale, prin atragerea forței de muncă sezoniere.
În jurul anului 1913, odată cu crearea unui prim lotisment în zona numită La Chapellerie, a început transformarea treptată a unui sat rural de 600 de locuitori într-un oraș cu 30.000 de locuitori un secol mai târziu.
Din august până în decembrie 1914, Regimentul 69 Infanterie s-a instalat la Goussainville, iar un cantonament a fost stabilit în sat pentru soldați aflați în repaus și la antrenament. Treizeci și doi locuitori ai Goussainville au murit pentru Franța în tranșee, dintre care patru din aceeași familie. După război, un monument dedicat eroilor a fost inaugurat de primarul și consilierul general Ernest Harmand.
În 1923, terenurile de la Grange des Noues au fost împărțite în loturi de 400 m² și vândute muncitorilor și micilor economiști. A fost o amplă operațiune imobiliară, deoarece 5.000 de loturi și-au găsit cumpărători. În douăzeci de ani, între cele două războaie mondiale, satul s-a transformat într-un oraș cu 7.000 de locuitori. În 1927, abatele Mercier a construit singur capela Saint-Michel, cu ajutorul unei subscripții și al enoriașilor săi. Biserica actuală, situată pe același amplasament, a fost ridicată în 1956. Este remarcabilă prin vitraliile sale, drumul crucii realizat din ardezie și baptisteriul său.
Al Doilea Război Mondial a fost de asemenea devastator, cu nouăsprezece persoane deportate sau executate, inclusiv o familie. După război, pentru a face față cererii crescute de locuințe, au fost construite mari ansambluri rezidențiale, mai întâi locuințele sociale de lângă gară (1959), apoi Cité Ampère (1966) și Grandes Bornes (1968). Această urbanizare a fost însoțită de construcția sălii Paul-Éluard, a teatrului, a sălilor de sport și a unor școli noi.
Primăria satului a fost mutată în 1964 în centrul noii zone urbane, pe Place de la Charmeuse, într-o casă veche. Ulterior, în 1995, a fost construită o nouă clădire pentru primărie, pentru a răspunde mai bine nevoilor unui oraș de dimensiuni mari.
Construirea aeroportului Roissy-Charles-de-Gaulle a dus la declinul vechiului sat, care s-a regăsit brusc pe axa unei piste și într-o zonă cu niveluri foarte ridicate de poluare fonică. Locuitorii au părăsit zona, iar, prin decret, Aéroports de Paris a fost obligat să cumpere casele scoase la vânzare și să le păstreze (nefiind vorba propriu-zis de exproprieri). Apropierea unei biserici clasate Monument Istoric a interzis demolarea acestor case.
La 3 iunie 1973, în timpul Salonului Aeronautic de la Bourget, un Tupolev 144 s-a prăbușit peste oraș, distrugând aproximativ cincisprezece case și o școală — din fericire închisă în acea zi —, provocând moartea celor șase membri ai echipajului și a opt persoane de la sol.
Activitatea economică din Goussainville a evoluat parțial, o mare parte dintre companiile stabilite în localitate începând cu mijlocul anilor 1970 ocupând terenuri care nu mai puteau fi utilizate pentru dezvoltarea urbană.
În Goussainville sunt înregistrate peste 5.200 de locuri de muncă în sectorul privat, în cadrul unei rețele de numeroase întreprinderi mici, cea mai mare având puțin peste 200 de angajați.
Proximitatea aeroportului Roissy Charles-de-Gaulle se reflectă în instalarea unor companii de servicii a căror activitate depinde parțial de platforma aeroportuară, în special în domeniul pazei, principalul furnizor de locuri de muncă locale, alături de diferitele segmente ale industriei hoteliere și de restaurante.
Activitatea comercială din Goussainville este totuși semnificativă, orașul având o populație relativ mare și fiind situat la limitele aglomerației pariziene. Astfel, zona de atracție a comerțului local acoperă unele dintre comunele rurale sau aflate în proces de urbanizare din regiunea Pays de France.

## Populația și societatea

### Date demografice
Evoluția numărului de locuitori este cunoscută prin recensămintele populației efectuate în comuna respectivă începând din 1793. Pentru comunele cu mai puțin de 10 000 de locuitori, un recensământ al întregii populații este realizat la fiecare cinci ani, populațiile legale pentru anii intermediari fiind estimate prin interpolare sau extrapolare.
În 2021, comuna număra 30693 locuitori, în scădere cu -1,07 % față de 2015 (Val-d'Oise: +3,39 %, Franța fără Mayotte: +1,84%).
| An        | 1793 | 1821 | 1841 | 1856 | 1876 | 1886 | 1901 | 1921 | 1936 | 1962  | 1982  | 2006  | 2014  | 2021  |
| --------- | ---- | ---- | ---- | ---- | ---- | ---- | ---- | ---- | ---- | ----- | ----- | ----- | ----- | ----- |
| Populație | 850  | 654  | 612  | 573  | 526  | 612  | 585  | 958  | 6201 | 13109 | 23543 | 30142 | 31442 | 30693 |

## Cultură locală și patrimoniu

### Locuri și monumente

#### Monumente istorice

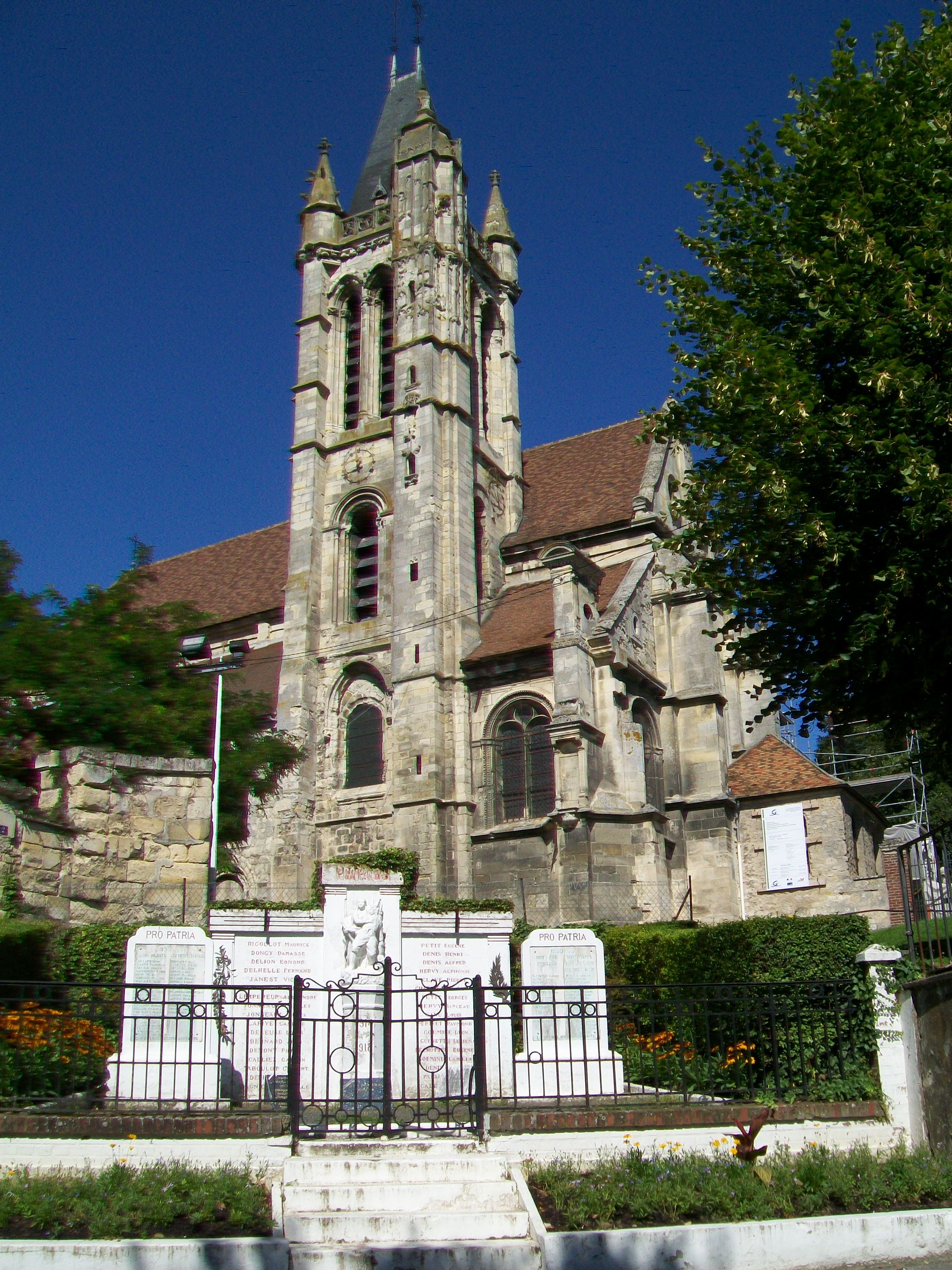
Biserica Saint-Pierre-Saint-Paul și monumentul dedicat eroilor.

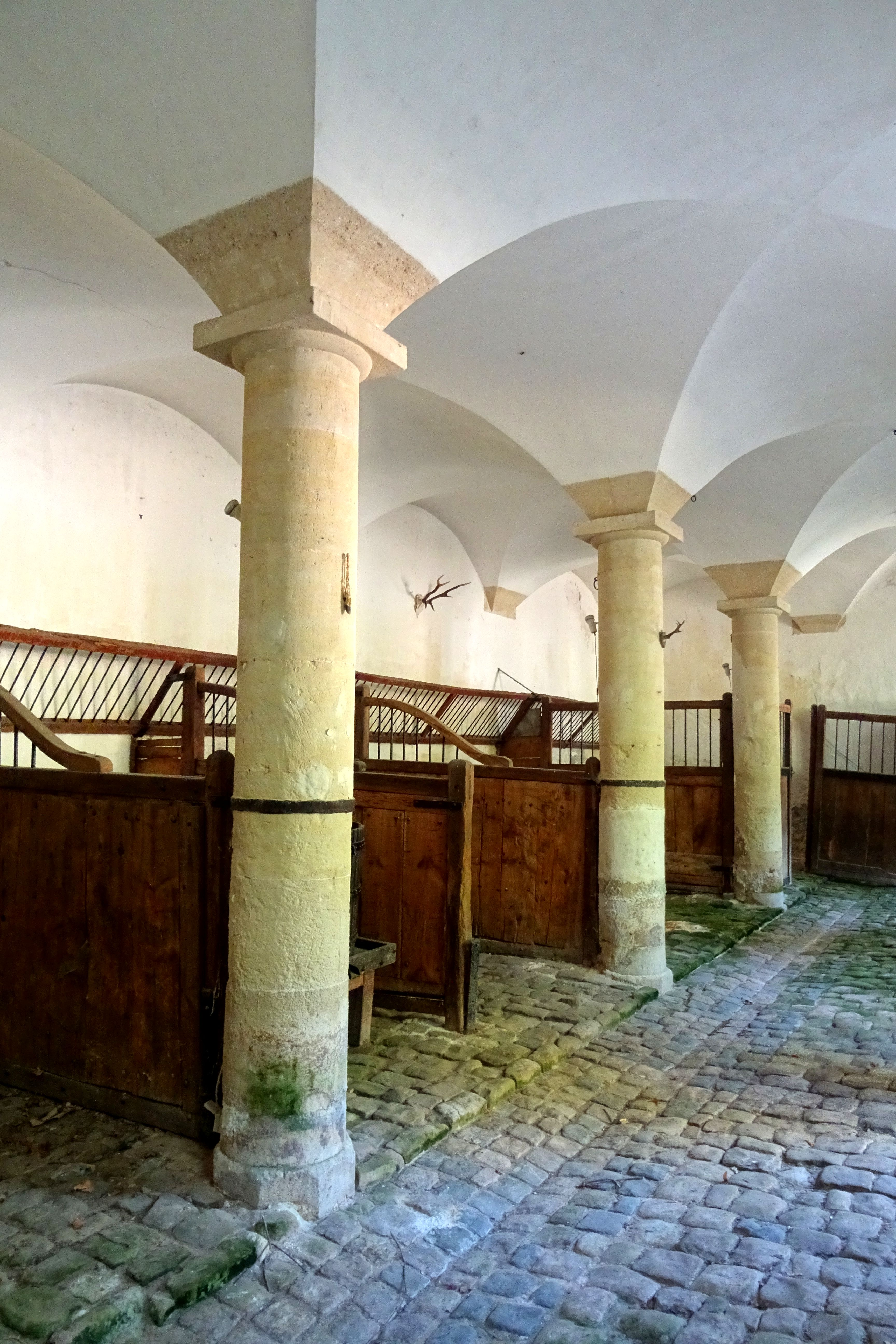
Grajdurile castelului, cu o vedere diagonală spre nord-est.

- Biserica Saint-Pierre-et-Saint-Paul, situată pe rue Brûlée / Place Hyacinthe-Drujeon, în Vieux-Pays (clasată monument istoric prin decretul din 21 februarie 1914[30]):

Aceasta este a treia biserică ridicată pe același amplasament, construită în mare parte între 1550 și 1564, în stil renascentist, cu o ornamentație deosebit de bogată și elaborată pentru un mic sat rural. Lucrările au fost finanțate de seniorul Antoine de Nicolaï, primul președinte al Curții de Conturi, și probabil dirijate de maestrul zidar Nicolas de Saint-Michel. O ultimă campanie de lucrări a fost necesară la începutul secolului al XVII-lea pentru finalizarea reconstruirii pereților exteriori.
Biserica actuală păstrează încă elemente ale bisericii primitive romanice de la începutul secolului al XII-lea, în special două travee ale colateralei sudice cu un portal vechi și primul etaj al clopotniței, profund modificat. Doar bazele coloanelor și ale pilaștrilor care flanchează baza clopotniței amintesc de biserica gotică ce a înlocuit biserica primitivă la începutul secolului al XIII-lea. De la sfârșitul secolului al XV-lea se păstrează etajul de beffroi al clopotniței, cu o remarcabilă decorație flamboyantă.
Biserica Saint-Pierre-et-Saint-Paul nu mai este utilizată pentru cult din cauza stării sale precare și a existenței bisericii Saint-Michel, situată în centrul noilor cartiere din Goussainville. După ani de abandon, un proiect de consolidare și restaurare a fost inițiat în 2010.
- Pivnițele fostului castel, numite criptă sau subterane, clasate monument istoric prin decretul din 25 noiembrie 1940[30]:

Două pivnițe lungi și înguste, boltite în arc frânt, situate sub parc, conectate printr-o scară la o pivniță cu plan cruciform aflată sub biserică, boltită în cruce de ogive, situată la o adâncime și mai mare. Intrarea se află la extremitatea vestică a pavilionului de pază de la intrarea în parcul castelului. Aceste pivnițe datează probabil din secolul al XIV-lea și sunt anterioare bisericii.
Adâncimea lor considerabilă face improbabilă utilizarea lor ca loc de cult, și nu au fost nici locuri de înmormântare. Dimpotrivă, pivnițele au aparținut mereu proprietarului castelului și au fost folosite ca depozite. Nu sunt singurele pivnițe de acest tip din Goussainville; clasificarea lor ca monument istoric a avut ca scop prevenirea efectuării de lucrări de către proprietar care ar putea destabiliza biserica.
- Grajduri, poarta de intrare și pavilioanele de pază ale castelului din Goussainville, situate pe Place Hyacinthe-Drujeon, în Vieux Pays:

Un document din 1347 menționează un conac, iar o donație din 1527 face referire la un castel. Un desen de la sfârșitul secolului al XVII-lea arată că acesta era lipit de fațada vestică a bisericii, astfel încât pivnițele numite criptă (vezi mai sus) ar putea fi un vestigiu al castelului medieval. Castelul este descris ca fiind în stare precară la căsătoria seniorului Aymar Jean de Nicolaï în 1705 și este parțial demolat ulterior.
În 1719, arhitectul Robert de Cotte a prezentat propuneri pentru reconstrucția acestuia. Din motive care rămân necunoscute, doar pavilionul de pază de la intrarea în parc a fost construit. Acesta, aflat într-o stare foarte deteriorată, se află încă la intrarea a ceea ce este acum parcul municipal, lângă biserică. Poarta parcului de pe Place Hyacinthe-Drujeon provine de asemenea de la castel; aceasta era poarta curții dependințelor. Ceea ce mai rămăsese din castelul propriu-zis a fost demolat în 1791, la scurt timp după Revoluția Franceză.
Fostele dependințe ale castelului sunt singurele care au supraviețuit până astăzi, fiind reconvertite în locuințe. Acestea pot fi văzute de pe Rue du Pont, un edificiu lung și masiv, cu un pavilion central ridicat, având puține deschideri și o fațadă din piatră brută. Fațadele orientate spre curtea interioară sunt mai interesante, dar nu sunt vizibile din spațiul public. În complex mai există și fostul coteț pentru păsări, ghețăria etc.
În interior, vechile grajduri au un plafon boltit în cruce, cu cinci travee. Restul a fost transformat în locuințe, cu excepția aripii din dreapta, demolată recent: aceasta a servit drept primărie din 1846 până la mijlocul secolului al XX-lea. Casa de notabil construită în parc în jurul anului 1860, astăzi în ruină, nu are nicio legătură cu fostul castel din Goussainville.

#### Alte elemente de patrimoniu

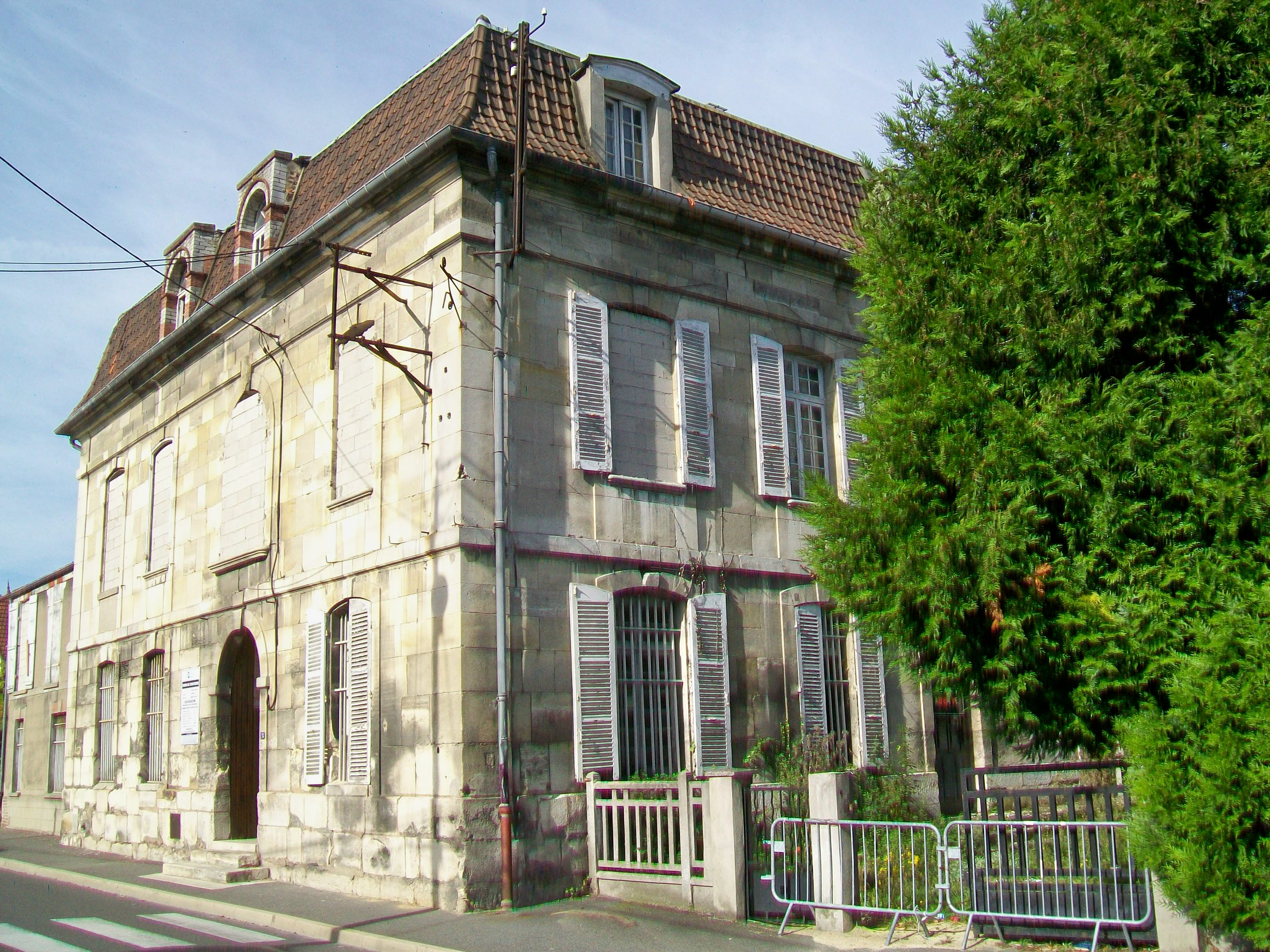
Locuința de la Grange des Noues, fost priorat.

- Ferma Feuillants sau hambarul „des Noues” (vestigii), strada Victor-Basch: Ferma, denumită inițial ferma de la Goussainville, este atestată în acest loc din 1412 sau, conform altor surse, din 1125 și aparținea abației Notre-Dame du Val de Mériel. Era un hambar monastic, adică o exploatare agricolă unde lucrau frații laici. În 1611, ferma trece în administrarea mănăstirii Feuillants din Paris, împreună cu celelalte posesiuni ale abației Valului. Pe locul fostei ferme, călugării Feuillants au construit un priorat în 1740, cuprinzând o capelă, o locuință și un hambar. Ansamblul a fost vândut ca bun național în 1791, în timpul Revoluției, și transformat într-o manufactură de salpetru în 1794. Ulterior, activitatea agricolă a fost reluată până la începutul secolului XX. Străpungerea străzii Victor-Basch a împărțit apoi domeniul în două părți.

Locuința din piatră a găzduit până la începutul secolului XXI un spațiu de primire parohial, însă în prezent este vacantă din cauza stării sale precare. Perpendiculară pe stradă, doar una dintre extremități este bine vizibilă din domeniul public. În ceea ce privește fostul hambar, acesta a fost demolat pe jumătate și este integrat în perimetrul unei companii. Și el se află într-o stare proastă și nu a beneficiat de nicio măsură de valorificare.
- Grupul școlar Jules-Ferry din 1927, situat la nr. 17-19 pe strada Charles Baudelaire: Această școală a fost prima construită de comună pentru locuitorii noilor loturi, în acest caz, lotizarea „des Noues”, situată în locul numit „Cottage Montparnasse”. Clădirea are un plan simetric în formă de U și este organizată în jurul unui corp central cu etaj, care include o locuință. Celelalte părți ale clădirii sunt pe un singur nivel. Pe o parte era școala pentru fete, iar pe cealaltă parte, școala pentru băieți. Fiecare dintre acestea avea trei săli de clasă, dintre care una se afla în una dintre cele două aripi laterale în unghi drept.

Arhitectul parizian Auguste Balayer a folosit piatra de meulière, un element deja tradițional în marele Bazin parizian, dar și betonul (vopsit în alb), pentru a permite ferestrele mari. Împreună cu țiglele mecanice ale acoperișurilor, cele trei materiale creează o fațadă animată, în ciuda simplității limbajului arhitectural, care este apropiat de școlile tradiționale din ultimul sfert al secolului al XIX-lea.
- Cele trei grupuri școlare de la începutul anilor 1930: grupul școlar Sévigné din 1932, situat pe strada Brûlée[38]; grupul școlar Pierre Curie (dezafectat în 1975), la nr. 90 pe strada Général-de-Gaulle[39]; și grupul școlar Pasteur din 1930, situat la nr. 4-6 pe bulevardul Docteur-Roux[40], toate proiectate de arhitectul parizian Auguste Balayer. Fațadele acestor clădiri prind viață printr-un joc de forme geometrice simple, împrumutate din cubism, și impresionează prin albul lor, nuanțat de un efect de umbre și lumini.

Aici, materialele tradiționale pierd teren în favoarea betonului armat, care, totuși, nu este niciodată lăsat brut. Sălile sunt, de asemenea, bine luminate din două direcții. Așa cum era obișnuit în acea perioadă, numele grupurilor școlare sunt inscripționate cu litere mari pe fațada principală, însoțite, în funcție de caz, de mențiunea „ville de Goussainville” și de deviza republicană.
- Columbarul fermei Montmorency, situat pe strada Brûlée, în Vieux-Pays: Acesta are particularitatea de a nu fi divizat de un plafon intermediar, iar cuiburile din teracotă se întind pe toată înălțimea pereților, ajungând astfel la numărul excepțional de 3.600. Scara pivotantă, care permitea accesul la cuiburi, a dispărut, iar acoperișul este acum prăbușit, ceea ce accelerează degradarea clădirii[42][43].
- Sala de festivități, situată în piața Hyacinthe-Drujeon, în Vieux-Pays: Timp de mulți ani, aceasta a fost singura clădire bine întreținută din centrul Vieux-Pays, care, în anii 1990 și 2000, semăna cu un sat-fantomă. Construită în 1924 de arhitectul Auguste Balayer[44], care avea să proiecteze ulterior diferitele grupuri școlare, sala reflectă caracteristicile arhitecturii industriale ale epocii.

Cele trei travee, strict identice, includ fiecare o ușă cu două canaturi pe fațada vestică și trei ferestre înalte pe fiecare parte, deasupra lintei ușii. Această dispunere amintește de fabricarea în serie. Structura clădirii se sprijină pe o schelă metalică din profile de oțel, iar acoperișul este realizat din țiglă metalică. Drapelul francez, așezat deasupra ușii centrale, subliniază funcția semi-oficială a sălii.
- Monumentul eroilor, situat în piața Hyacinthe-Drujeon, în Vieux-Pays[45]: Pe acesta sunt înscrise numele victimelor militare și civile din războaie[46].
- Biserica Saint-Michel, situată pe strada Simon-Bolivar, aproape de piața de la Charmeuse: Aceasta înlocuiește o primă capelă provizorie din lemn, construită în jurul anului 1930, în mijlocul noilor lotizări, de către abatele Mercier cu propriile sale mâini. Actuala biserică a fost ridicată între 1955 și 1960, conform planurilor arhitectului Nedonchelle, iar fațada sa este decorată cu pietre albastre din Huelgoat. Orientarea bisericii este inversă față de uzanță, portalul fiind situat la est, iar altarul la vest[47].